# ابوعلی
ابوعلی نام یک مجموعهٔ تلویزیونی ایرانی به نویسندگی و کارگردانی «عبدالصاحب امیری» است که در سال ۱۳۶۳ تولید و از سیمای جمهوری اسلامی ایران بخش شبکه عربی سحر پخش گردید.

## خلاصه داستان
این مجموعه به گوشه‌هایی از زندگی پُرمشقت و ذلت‌بار مردم عراق در سایه حکومت صدام می‌پرداخت.

## بازیگران و عوامل تولید

### بازیگران
- حسن قطبی
- طالب قاسم
- سعد بغدادی
- صلاح امیرعلی
- عبدالصاحب امیری
- حیدر

### عوامل تولید
- نویسنده و کارگردان هنری: عبدالصاحب امیری
- کارگردان تلویزیونی: سوسن ناصری
- تصویربرداری: واحد تصویربرداران شبکهٔ عربی برون‌مرزی
- تهیه‌کننده: صادقی
- فرمتپرونده: ویدئویی
- مدت زمان: ۱۵۲ دقیقه
- تعداد قسمت‌ها: ۱۲ قسمت
- محصول: بخش عربی سیمای برون‌مرزی
- سال تولید: ۱۳۶۳